# Nattskärrfåglar
Nattskärrfåglar eller skärrfåglar (Caprimulgiformes) är en ordning bland fåglar vars systematik är omdiskuterad. 
Tidigare har taxonets nu levande familjer delats in i ordningen skärrfåglar (Caprimulgiformes) med familjerna oljefåglar, nattskärror, potoer, uggleskärror och grodmunnar å ena sidan respektive ordningen seglar- och kolibrifåglar (Apodiformes) med familjerna trädseglare, seglare och kolibrier å andra sidan. DNA-studier visar dock att detta inte återspeglar familjernas släktskap. Dels är uggleskärrorna snarare systergrupp till seglar- och kolibrifåglarna, dels är nattskärrorna systergrupp till alla övriga familjer. 
Taxonomiska auktoriteter idag löser detta på olika vis. Tongivande International Ornithological Congress (IOC) urskiljer i stort sett alla familjer till egna ordningar (kolibrierna och trädseglarna behålls i Apodiformes) så att Caprimulgiformes endast omfattar familjen nattskärror, medan eBird/Clements väljer att slå ihop alla familjer i Caprimulgiformes, som har prioritet.
Tidigare har Caprimulgiformes ansetts stå nära ugglor (Strigiformes) och till och med inordnats under den. Senare genetiska studier visar dock att detta är felaktigt, där skärrfåglarna utgör en egen utvecklingslinje, medan ugglorna är en del av de så kallade landfåglarna som bland annat omfattar även hökfåglar, falkfåglar, hackspettartade fåglar, papegojfåglar och tättingar.